# Hyppa grisea
Hyppa grisea là một loài bướm đêm trong họ Noctuidae.